# Colombia en los Juegos Olímpicos de Los Ángeles 1984
Colombia estuvo representada en los Juegos Olímpicos de Los Ángeles 1984 por un total de 39 deportistas, 36 hombres y 3 mujeres, que compitieron en 8 deportes.
El portador de la bandera en la ceremonia de apertura fue el nadador Pablo Restrepo.

## Medallistas
El equipo olímpico colombiano obtuvo la siguiente medalla:
| Nombre             | Deporte | Competición         |
| ------------------ | ------- | ------------------- |
| Oro                |         |                     |
| —                  |         |                     |
| Plata              |         |                     |
| Helmut Bellingrodt | Tiro    | Blanco móvil 50 m M |
| Bronce             |         |                     |
| —                  |         |                     |